# Dick Annegarn
Benedictus Albertus Annegarn, detto Dick (L'Aia, 9 maggio 1952), è un cantautore olandese.
Le sue canzoni sono state scritte e interpretate per la maggior parte in francese, ma alcune anche in inglese, e raramente in olandese. È anche un compositore eclettico e un virtuoso chitarrista.

## Biografia
Dick Annegarn è nato nei Paesi Bassi, ma dal 1958 al 1970 ha vissuto a Bruxelles, dove i genitori lo iscrissero alla Scuola europea. Imparò brillantemente e in maniera autodidatta a suonare la chitarra del fratello, ascoltando soprattutto i dischi folk e blues americani, ma anche i grandi cantautori francofoni quali Jacques Brel e Georges Brassens. Dopo la scuola si iscrisse alla facoltà di agronomia dell'Università Cattolica di Lovanio, ma ben presto la voglia di fare musica lo sospinse ad abbandonare gli studi e a trasferirsi a Parigi nel 1972.
Nel 1973 registrò ed incise il suo primo album, Sacré géranium edito dalla Polydor Records, col quale riscontrò un grande e immediato successo. Memorabili, di quest'album sono Ubu, Bébé éléphant, La transformation e Sacré géranium, ma più di tutte Bruxelles, che gli valse molti anni dopo anche la cittadinanza onoraria dell'omonima città.
Dopo quest'album e diverse tournée ne seguì un secondo nel 1975, Je te vois e rapidamente e nello stesso anno, un terzo album, Mireille.
Nel 1976, in seguito all'incontro e la successiva collaborazione con il musicista francese Albert Marcoeur venne registrato, auto e co-prodotto l'album sperimentale Anticyclone.
Nel 1977 uscì l'album aux enfants / Zoum, al quale seguì una lunga tournée che lo portò a pubblicare nel 1978 un live intitolato De ce spectacle ici sur terre.
Intanto il cantautore, sempre più insofferente del suo ruolo nell'ambito dell'industria dello spettacolo francese, delle ipocrisie e del conformismo dell'ambiente, scrive un pamphlet intitolato La Rock-industrie et moi letto in conferenza stampa fuori dal teatro Olympia nel maggio 1978, in cui annuncia la sua decisione di sparire dalla scena e di uscire dal sistema di competizione mercantile della musica. È così che cambiò stile di vita, senza tuttavia abbandonare la ricerca artistica, e l'idealità patafisica. Prese dimora su una chiatta ormeggiata a Noisy-le-Grand nella periferia parigina, e si dedicò alla vita associativa, al giornalismo alternativo, e a diverse altre attività legate al sociale.
Nel 1979 pubblicò insieme al musicista belga Daniel Schell l'album Egmont & FF Boom e poco dopo il live Ferraillages con il musicista statunitense Robert Pete Williams.
Cominciò a fare lunghi viaggi formativi benché un po' avventuristici, che lo portarono in luoghi come la Cambogia, l'Etiopia e soprattutto nel Maghreb. Risiedette stabilmente in Marocco per un lungo periodo.
Durante il decennio degli anni ottanta l'attività musicale venne un po' tralasciata per far posto ad altri interessi, tuttavia nell'81 pubblicò, insieme al musicista Jean-Philippe Goude l'album Citoyen. Poi nel 1984 pubblicò l'album 140 BXL, al quale seguì nell'anno successivo Frères?, con l'arrangiamento del fisarmonicista Richard Galliano.
Nel 1987 creò uno spettacolo teatrale del genere commedia musicale, dal titolo Un belge imaginaire.
Gli anni novanta segnarono il suo graduale ritorno a tempo pieno nella musica. Nel 1990 pubblicò Ullegarra e nel 1991 Chansons fleuves. Intanto iniziò a riprendere le tournée. Nel 1993, oltre a pubblicare InéDick si trovò a scrivere la sua prima colonna sonora per il film Le cri de Tarzan del regista Thomas Bardinet. Pubblicò anche una raccolta con i suoi testi ed inoltre mise in scena una sua composizione teatrale intitolata 2112 Politik Fiktion; una sorta di fiction politico-multimediale.
Nel 1997 pubblicò l'album Approche-toi che segna il ritorno dell'artista nel campo mediatico. Due anni dopo, nel 1999 uscì Adieu verdure, con accenti Rhythm and blues e con l'intervento del cantautore francese Mathieu Boogaerts.
Nel 2000, in seguito a una sua bella esperienza artistica con il circo Cirque d'hiver di Parigi avvenuta nell'anno prima, fece pubblicare il live Dick Annegarn au Cirque d'Hiver. Nel dicembre dello stesso anno fu presentata un'insolita iniziativa editoriale, ideata dal disegnatore engagé Babouse: un fumetto nel quale una trentina di disegnatori (celebri e non) offrivano la loro visione dell'artista, ed un CD-ROM allegato, con materiale audio, video e testi.
Nel 2002 venne pubblicato l'album Un'ombre, disco introspettivo con canzoni nuove ed alcune riproposte. Nello stesso anno crea una piccola fondazione battezzata Les amis du verbe con la quale riesce ad allestire l'anno successivo (nel 2003) un festival di poesia (che in ambito di questo festival viene definita come creazione verbale) denominato Festival du Verbe, che da allora si tiene tutti gli anni, nei giorni che vanno dal 20 al 24 giugno.
Nel 2004 andò nel suo amato Marocco per registrare musiche berbere e Tiznit, dalle quali ne trasse un album; non riuscendo poi a trovare un distributore lo mise in libero ascolto su un suo sito.
Nel 2005 è uscito Plouc, ispirato alla campagna di Tolosa dove ha vissuto per un certo periodo.
Nel 2006 è stato pubblicato un album tributo intitolato Le Grand Dîner, dove diversi grandi artisti francesi, fra cui Alain Souchon, hanno interpretato ciascuno una sua canzone in omaggio alla sua trentennale carriera musicale.
Nel 2007 l'editore discografico tôt Ou tard ha pubblicato il cofanetto triplo CD Les années nocturnes che rappresenta una riedizione di tre album (Frères?, Ullegarra e Chansons fleuves) diventati ormai irreperibili.
Nel novembre 2008 è uscito l'album Soleil du Soir, caratterizzato prevalentemente da ritmiche blues.
Nel 2009 ha collaborato con il cantautore francese (d'origine italiana) Calogero scrivendogli due brani per l'album L'Embellie.

## Premi e riconoscimenti
- Nell'aprile del 2012 è nominato Cavaliere dell'ordine delle Arti e delle Lettere dal Ministro della Cultura francese Frédéric Mitterrand.
- Nel 2009 riceve la laurea Honoris Causa dall'Università di Liegi.
- Nel 2005 riceve il titolo di "Cittadino onorario" dalla città di Bruxelles.

## Discografia

### Album
- 1974 - Sacré géranium
- 1974 - Polymorphoses
- 1975 - Je te vois
- 1975 - Mireille
- 1976 - Anticyclone
- 1977 - aux enfants / Zoum
- 1978 - De ce spectacle ici sur terre (doppio album live)
- 1980 - Ferraillages (live con Robert Pete Williams)
- 1981 - Citoyen
- 1984 - 140 BXL (live)
- 1986 - Freres?
- 1990 - Ullegarra
- 1990 - Chansons fleuves
- 1992 - InéDick
- 1997 - Approche-toi
- 1999 - Adieu verdure
- 2000 - Au Cirque d'Hiver (live)
- 2002 - Un'ombre
- 2005 - Plouc
- 2008 - Soleil du Soir
- 2014 - Vélo va
- 2016 - Twist
- 2018 - 12 Villes 12 Chansons

### Singoli
- 1975 - Va
- 1998 - Lille
- 1999 - Voleur de chevaux

### Raccolte
- 1988 - Best of Bruxelles
- 2000 - Le Meilleur de Dick Annegarn
- 2007 - Les années nocturnes, cofanetto triplo CD

### Album tributo
- 2006 - Le Grand Dîner

### Collaborazioni
- 1979 - Egmont and the FF Boom, con Daniel Schell
- 1996 - Ripresa di Y'a une route sull'album collettivo Route di Gérard Manset
- 2003 - Aux suivants, album omaggio a Jacques Brel, dove canta la canzone Jef
- 2005 - Les animaux de la jungle, album per bambini, con diversi interpreti. Per Gallimard jeunesse
- 2006 - La canzone Coutances fa parte della colonna sonora del film La Science des rêves (L'arte del sogno) di Michel Gondry
- 2009 - Scrive due canzoni per l'album L'Embellie di Calogero: Tu es fait pour voler - Tu n'as qu'à m'attraper

### Miscellanee
- 2001 - Belle gigue (petite histoire belge de la chanson française), progetto di Thierry Coljon
- 2004 - Chansons à mi-voix
- 2005 - Plutôt tôt Plutôt tard